# Estońskie pułki graniczne SS
Estońskie pułki graniczne SS (niem. Estnische SS-Grenzschutz-Regiments) – jednostki wojskowe straży granicznej złożone z Estończyków w ramach SS pod koniec II wojny światowej.

## Sformowanie i organizacja
Estońskie pułki graniczne SS zaczęły być formowane przez Niemców od pocz. lutego 1944 r. na obszarze okupowanej Estonii. W ich skład wchodzili rekruci urodzeni w latach 1904-1923 z poszczególnych regionów kraju. Bazowano też na członkach Omakaitse. Rozkazy mobilizacyjne wydał SS-Obergruppenführer Friedrich Jeckeln, Wyższy Dowódca SS i Policji w Komisariacie Rzeszy "Ostland". Zostały one wykonane przez Hjalmara Mäe, szefa samorządu estońskiego i Waffen-Brigadeführera SS Johannesa Soodla, inspektora generalnego estońskich oddziałów Waffen-SS.
Jednostki graniczne podlegały dowódcy SS i policji w Estonii, SS-Oberführerowi Hinrichowi Möllerowi, zaś pod względem operacyjnym dowództwu 18 Armii ze składu Grupy Armii "Nord". Ich żołnierze nosili mundury Wehrmachtu. Każdy pułk liczył ok. 2,5 tys. żołnierzy. Byli oni jednak gorzej uzbrojeni i wyposażeni od regularnych pułków piechoty.

## Historia formacji
W lutym 1944 r. na front w rejon Narwy został jako pierwszy wysłany pułk graniczny "Tallinn" pod dowództwem Waffen-Sturmbannführera der SS Richarda Rubacha. Jego bataliony Niemcy rozdzielili pomiędzy różne dywizje niemieckie. Latem jego żołnierze przeszli w większości do nowo formowanej 20 Dywizji Grenadierów SS.
W okresie luty-marzec 1944 r. sformowane zostało jeszcze sześć kolejnych pułków granicznych SS (numeracja od 1 do 6) oraz Pułk Zapasowy dowodzony przez Waffen-Sturmbannführera der SS Augusta Tomandera, a następnie Waffen-Sturmbannführera der SS Augusta Vaska. Ich dowódcami byli dawni oficerowie armii estońskiej: 1 Pułku (utworzony w Rakvere) – Waffen-Sturmbannführer der SS Jaan Tamm, 2 pułku (w Tallinnie) – Waffen-Sturmbannführer der SS Juhan Vermet, 3 pułku – Waffen-Sturmbannführer der SS Mart Kaerma, 4 Pułku – Waffen-Sturmbannführer der SS Valter Pedak, 5 pułku – Waffen-Sturmbannführer der SS Johannes Raudmäe, 6 pułku – Waffen-Sturmbannführer der SS Paul Lilleleht.
Początkowo wszystkie pułki zostały przydzielone do niemieckiej 207 Dywizji Bezpieczeństwa. Walczyły one z Armią Czerwoną – podobnie jak Pułk Graniczny "Tallinn" – w rejonie Narwy, nad rzeką Narwą, jeziorem Pejpus i jeziorem Psków. Latem 1944 r. 2, 3, 4 i 6 Estońskie pułki graniczne zostały połączone, tworząc 300 Dywizję Piechoty Specjalnego Przeznaczenia. Natomiast 1 i 5 Pułki Graniczne pozostały samodzielnymi jednostkami, działając nad rzeką Emajőgi. Pułk Zapasowy stacjonował w Viljandi.
We wrześniu estońskie jednostki graniczne zostały rozbite w ciężkich walkach z Armią Czerwoną. Jedynie ich resztki wycofały się wraz z wojskami niemieckimi z obszaru Estonii.

## Skład organizacyjny
- Estnische Grenzschutz Regiment "Tallin"
  - I batalion – d-ca Hstuf. Arnold Purre
  - II batalion – d-ca Hstuf. Jüri Jürgen
  - III batalion – d-ca Hstuf. Mats Mölder
- Estnische Grenzschutz Regiment 1
  - I batalion – d-ca Hstuf. Aleksander Veelma
  - II batalion – d-ca Hstuf. Eduard Ausmees
  - III batalion – d-ca Stubaf. Raimond Hindpere
  - Kompania przeciwpancerna – d-ca Ustuf. Tolpus, następnie Ustuf. Koperman
- Estnische Grenzschutz Regiment 2
  - I batalion – d-ca Hstuf. Meinhard Niinepuu
  - II batalion – d-ca Hstuf. Elmar-Johannes Sillaots
  - III batalion – d-ca Hstuf. Meinhard Leetma
  - kompania przeciwpancerna – d-ca Ustuf. Riismandel
- Estnische Grenzschutz Regiment 3
  - I batalion – d-ca Stubaf. Juhan Purga
  - II batalion – d-ca Hstuf. Elmar Kolu
  - III batalion – d-ca Hstuf. Aani Juhani
  - Kompania przeciwpancerna – d-ca Ustuf. Poom
- Estnische Grenzschutz Regiment 4
  - I batalion – d-ca ?
  - II batalion – d-ca ?
  - III batalion – d-ca Hstuf. Jaak Vinni
  - Kompania przeciwpancerna – d-ca ?
- Estnische Grenzschutz Regiment 5
  - I batalion – d-ca Stubaf. Boris Leeman, następnie Ostuf. Ferdinand Valner
  - II batalion – d-ca Ostuf. Aleksander Tannia, następnie Hstuf. Arnold-Albert Jakustant
  - III batalion – d-ca Hstuf. Juhan Määr, następnie Ostuf. Tanne
  - Kompania przeciwpancerna – d-ca Ustuf. Tolpus, następnie Ustuf. Koperman
- Estnische Grenzschutz Regiment 6
  - I batalion – d-ca Stubaf. Mihkel Martsoo
  - II batalion – d-ca Hstuf. Robert-Johannes Pärlist
  - III batalion – d-ca Hstuf. Mihkel Lippmaa
  - Kompania przeciwpancerna – d-ca ?
- Estnische Grenzschutz Ersatz Regiment
  - I batalion – d-ca Stubaf. August Vask, następnie Stubaf. Rudolf Kukeste
  - II batalion – d-ca Stubaf. Rudolf Kukeste, następnie Hstuf. Peeter Animägi
  - III batalion – d-ca Hstuf. Märt Piirsalu
  - IV batalion – d-ca Stubaf. Oskar Taalder, następnie Hstuf. Gustav Muutra